# Championnat de Tunisie masculin de handball 1986-1987
Navigation
Saison précédente Saison suivante
La saison 1986-1987 du championnat de Tunisie masculin de handball est la 32e édition de la compétition.
Le Club africain est le leader incontesté du championnat avec six points d'avance sur son dauphin et nouveau challenger, l'Étoile sportive du Sahel, qu'il bat également en finale de la coupe de Tunisie. L'Espérance sportive de Tunis, qui a renouvelé son effectif après la retraite de Fawzi Sbabti, Khaled Achour ou encore Rachid Hafsi, ne parvient pas, pour la première fois depuis 1969, à remporter au moins un titre.
Pour la relégation, une nouvelle formule est introduite avec l'organisation d'un tournoi qui a lieu au début de la saison suivante et réunit les deux clubs classés seconds de la division d'honneur et les deux derniers de la division nationale. Le Club sportif sfaxien réussit à se maintenir alors que le Club sportif des cheminots revient pour la énième fois en division nationale. C'est le Club sportif hilalien qui rétrograde, ce qui porte le nombre de clubs pour l'année suivante à seize.

## Clubs participants
| - Espérance sportive de Tunis - Club africain - Club sportif de Hammam Lif - Sporting Club de Moknine - Association sportive d'Hammamet - Stade tunisien - Étoile sportive du Sahel | - Jeunesse sportive kairouanaise - Club sportif hilalien - Union sportive monastirienne - El Menzah Sport - Club sportif sfaxien - Club athlétique bizertin - El Makarem de Mahdia |

## Compétition
Le barème de points servant à établir le classement se décompose ainsi :
- Victoire : 3 points
- Match nul : 2 points
- Défaite : 1 point
- Forfait et match perdu par pénalité : 0 point